# Antamenes annulatus
Antamenes annulatus är en stekelart som beskrevs av Giordani Soika 1994. Antamenes annulatus ingår i släktet Antamenes och familjen Eumenidae. Inga underarter finns listade i Catalogue of Life.